# Maquinchao Airport
Maquinchao Airport är en flygplats i Argentina.   Den ligger i provinsen Río Negro, i den sydvästra delen av landet, 1 200 km sydväst om huvudstaden Buenos Aires. Maquinchao Airport ligger 876 meter över havet.
Terrängen runt Maquinchao Airport är platt. Trakten runt Maquinchao Airport är nära nog obefolkad, med mindre än två invånare per kvadratkilometer.. Närmaste större samhälle är Maquinchao, 2,3 km väster om Maquinchao Airport.
Omgivningarna runt Maquinchao Airport är i huvudsak ett öppet busklandskap.